# (31808) 1999 NR34
1999 NR34 (asteroide 31808) é um asteroide da cintura principal. Possui uma excentricidade de 0.12586840 e uma inclinação de 9.20843º.
Este asteroide foi descoberto no dia 14 de julho de 1999 por LINEAR em Socorro.